# Thomas Steinbeck
Thomas Myles „Thom“  Steinbeck (geboren 2. August 1944 in New York City; gestorben 11. August 2016 in Santa Barbara, Kalifornien) war ein US-amerikanischer Schriftsteller. Er war der älteste Sohn des Schriftstellers John Steinbeck.

## Leben
Er wurde 1944 in Manhattan geboren. Nach der Scheidung seiner Eltern wuchs er bei seinem Vater und in Elite-Internaten an der Ostküste auf. Er studierte Animation am California Institute of the Arts und begann ein Filmstudium an der UCLA School of Theater, Film and Television der University of California, Los Angeles. 1968 wurde er als Soldat eingezogen und als Armeefotograf im Vietnamkrieg eingesetzt.
Steinbeck arbeitete danach als Filmer und Produzent von Fernsehdokumentationen. Er schrieb Drehbücher nach Prosaarbeiten seines Vaters, so für Stürmische Ernte, The Pearl und Travels With Charley. 2002 veröffentlichte er sein erstes Buch, Down to a Soundless Sea, eine Sammlung von Kurzgeschichten. 2010 und 2011 folgten zwei Romane.
Er war im Vorstand des National Steinbeck Center in Salinas und organisierte die Vergabe des „John Steinbeck Award“. Steinbeck setzte sich für Autorenrechte ein und klagte 2009 an der Seite von Arlo Guthrie gegen Google. Er starb 2016 im Alter von 72 Jahren in Santa Barbara an den Folgen von COPD.

## Werke
- Down to a Soundless Sea. Ballantine, New York, NY 2002, ISBN 978-0-345-45576-5.
- In the Shadow of the Cypress. Gallery, New York, NY 2010, ISBN 978-1-4391-6825-7.
- The Silver Lotus. A novel, Counterpoint, Berkeley, CA 2011, ISBN 978-1-58243-778-1.
- Dr. Greenlaw and the Zulu Princess. Post Hill Press, 2013, ISBN 978-1-61868-984-9 (E-Book)
- Cabbages and Kings. Post Hill Press, 2013, ISBN 978-1-61868-983-2.
- Mrs. Penngelli and the Pirate. Post Hill Press, 2013, ISBN 978-1-61868-985-6.